# Yungasmyrsmyg
Yungasmyrsmyg (Myrmotherula grisea) är en fågel i familjen myrfåglar inom ordningen tättingar.

## Utbredning
Den förekommer vid foten av Anderna i västra Bolivia (La Paz, Cochabamba, Santa Cruz).

## Status
IUCN kategoriserar arten som nära hotad.

## Namn
Yungas är en övergångszon mellan höglandet och låglandsskogarna vid den östra foten av Anderna, huvudsakligen i Bolivia.

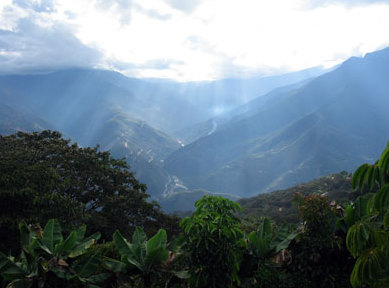
Fågeln är endemisk för växtzonen Yungas på Andernas östsluttning.